# لیانگ شینجون
لیانگ شینجون (انگلیسی: Liang Xinjun؛ زادهٔ ۱ ژانویه ۱۹۶۸) کارآفرین، بازرگان و مدیر ارشد اجرایی چینی است، که در حال حاضر به‌عنوان مدیر عامل شرکت فوسان فعالیت می‌کند.